# AC Juvenes/Dogana
AC Juvenes/Dogana is een San Marinese voetbalclub uit Serravalle. De club is opgericht in 2000 na het samengaan van SS Juvenes en GS Dogana.

## Bekende (oud-)spelers
- Massimo Bonini

## In Europa
Uitslagen vanuit gezichtspunt AC Juvenes/Dogana
| Seizoen                                                    | Competitie    | Ronde | Land                     | Club                 | Totaalscore | 1e W    | 2e W    | PUC |
| ---------------------------------------------------------- | ------------- | ----- | ------------------------ | -------------------- | ----------- | ------- | ------- | --- |
| 2008/09                                                    | UEFA Cup      | 1Q    | Vlag van Israël          | Hapoel Tel Aviv FC   | 0-5         | 0-3 (U) | 0-2 (T) | 0.0 |
| 2009/10                                                    | Europa League | 2Q    | Vlag van Polen           | KSP Polonia Warszawa | 0-5         | 0-1 (T) | 0-4 (U) | 0.0 |
| 2011/12                                                    | Europa League | 2Q    | Vlag van Noord-Macedonië | FK Rabotnički Skopje | 0-4         | 0-1 (T) | 0-3 (U) | 0.0 |
| 2015/16                                                    | Europa League | 1Q    | Vlag van Denemarken      | Brøndby IF           | 0-11        | 0-9 (U) | 0-2 (T) | 0.0 |
| Totaal aantal behaalde punten voor UEFA coëfficiënten: 0.0 |               |       |                          |                      |             |         |         |     |

Zie ook
- Deelnemers UEFA-toernooien San Marino
- Ranglijst van alle clubs die in de diverse Europa Cups zijn uitgekomen

SP Cailungo · 
SS Cosmos · 
FC Domagnano · 
SC Faetano · 
SP La Fiorita · 
FC Fiorentino · 
SS Folgore/Falciano · 
AC Juvenes/Dogana ·
AC Libertas ·  
SS Murata · 
SS Pennarossa · 
SP Tre Fiori · 
SP Tre Penne · 
SS San Giovanni · 
SS Virtus

Voormalig:
SP Aurora ·
GS Dogana ·
SS Juvenus